# Vinisud
Crée en 1994, Vinisud est un salon international professionnel du monde viticole, basé à Montpellier dans le département de l'Hérault, en France. Au fil de ses éditions, il est devenu l'un des salons de références, concernant la viticulture dans le bassin méditerranéen.

## Participation

### Organisation
Initialement organisé tous les deux ans, depuis 1994, Vinisud a lieu annuellement depuis l'édition de 2016. En plus de la forme classique de salon, avec la présence d'exposants, le salon Vinisud propose au professionnel des espaces de rencontres, de rendez-vous conférence, et de dégustation spécifiques : 
- La « Nouvelle Vague » pour les jeunes vignerons,
- Le « Palais Méditerranéen », espace de dégustation en libre service géré par l'Union des œnologues de France,
- La « Sparkling Zone », sur le vins effervescents,
- L' « Espace Expression Méditerranéenne », pour les cépages et les terroirs méditerranéens,
- Un « Observatoire International des vins de la Méditerranée »,
- Le « Mediterranean wine tourisme » pour les rencontres œnotouristiques des producteurs méditerranéens,
- Le « Digital Hub », pour la découverte des nouvelles tendances internationales.

Depuis octobre 2017, l'organisation de Vinisud est reprise par Comexposium. À partir de 2019,Vinisud sera organisé les années impaires, à Paris, conjointement avec le salon Vinovision. Les années paires, chacun des 2 salons se déroulera dans sa ville historique : Montpellier, pour Vinisud, Paris, pour Vinovision.

### Exposants
| Année | Nombre d'exposants | Nombre de visiteurs | Évolution (en %) | Nationalités représentées |
| ----- | ------------------ | ------------------- | ---------------- | ------------------------- |
| 1994  |                    |                     |                  |                           |
| 1996  |                    |                     |                  |                           |
| 1998  |                    |                     |                  |                           |
| 2000  |                    |                     |                  |                           |
| 2002  |                    |                     |                  |                           |
| 2004  |                    |                     |                  |                           |
| 2006  |                    |                     |                  |                           |
| 2008  |                    | 32 660              |                  |                           |
| 2010  |                    | 32 269              |                  |                           |
| 2012  | 1 700              | 33 000              |                  |                           |
| 2014  | 1 634              | 30 948              |                  |                           |
| 2016  | 1 707              | 31 000              |                  | 70                        |
| 2017  |                    |                     |                  |                           |

## Liste des présidents
| Période  | Identité     | Qualité |
| -------- | ------------ | ------- |
| en cours | Fabrice Rieu | -       |
|          |              | -       |

## Autres expositions de vin mondiales
- Vinexpo
- Vinexpo Asia-Pacific (années paires, depuis 1998)
- Monte-Carlo Wine Festival
- London Wine Fair.
- ProWein, à Düsseldorf
- Vinitaly, à Vérone
- Expovina de Zurich
- Shanghai International Wine and Spirits Fair
- Drink expo à Zhongshan
- Vinisud Asia